# Op Kneiff
Op Kneiff – mała miejscowość (lieu-dit) w północnym Luksemburgu, w kantonie Clervaux, w gminie Troisvierges. Do 3 października 2015 miejscowość leżała w dystrykcie Diekirch. Znajduje się tutaj najwyższe wzniesienie Luksemburga – Kneiff.